# Barone Walpole
Barone Walpole, di Walpole nella contea di Norfolk, è un titolo nobiliare della parìa di Gran Bretagna. Altri titoli sussidiari sono barone Walpole, di Houghton nella contea di Norfolk, visconte Walpole e conte di Orford (seconda creazione) dal 1745 al 1797, conte di Orford (terza creazione) dal 1806 al 1931 oltre al titolo di barone Clinton dal 1781 al 1791. Inoltre, sino al 1797, ebbero anche il titolo di barone Walpole di Wolterton.

## Storia

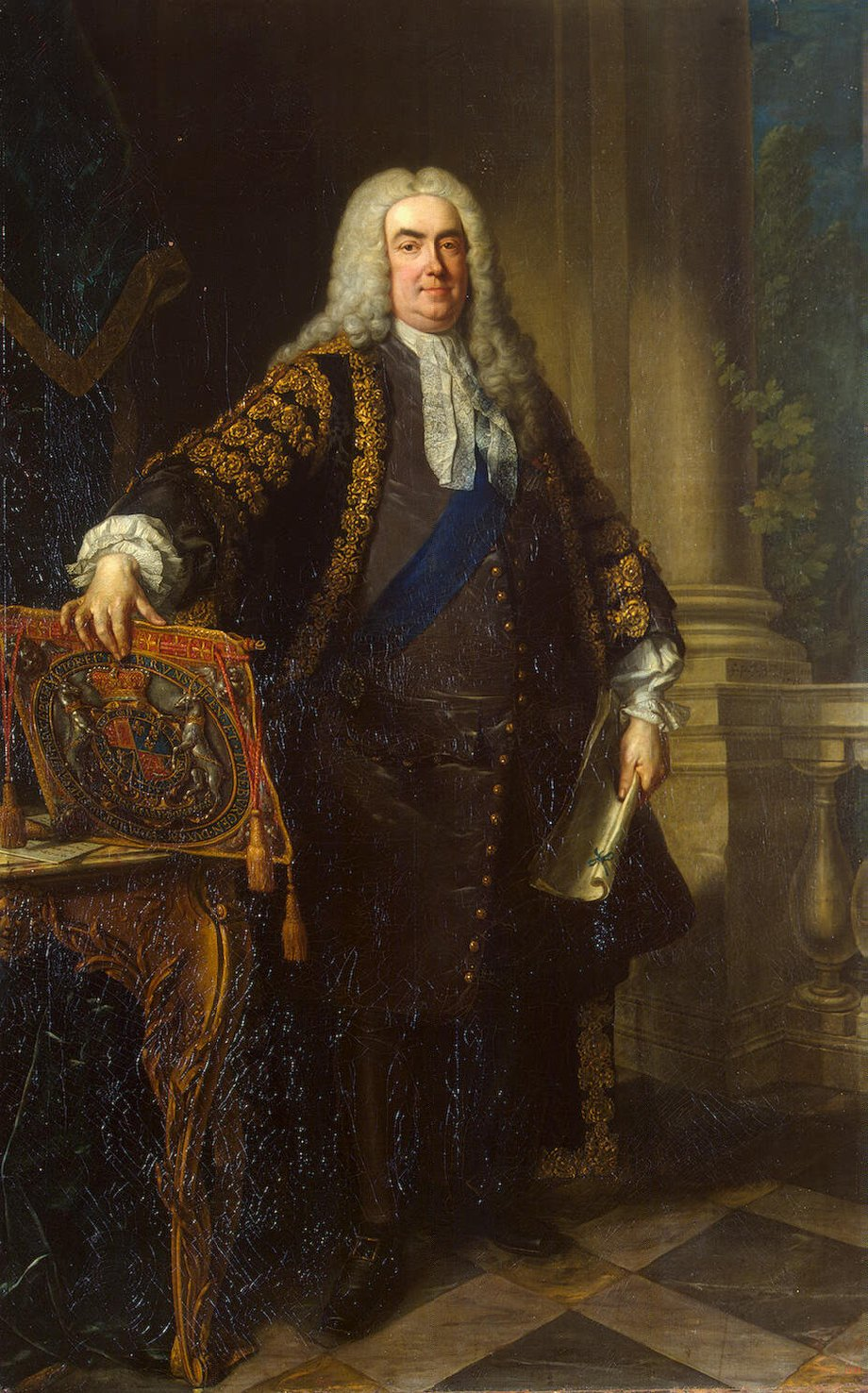
Robert Walpole, I conte di Orford

Il titolo di barone Walpole di Walpole nella contea di Norfolk venne creato nella parìa di Gran Bretagna nel 1723 per Robert Walpole, in onore di suo padre, sir Robert Walpole, conosciuto popolarmente come primo ministro del Regno di Gran Bretagna. Il titolo venne assegnato per agnizione maschile ad ogni primogenito, ma in mancanza di eredi diretti passò ai suoi fratelli Edward Walpole e Horace Walpole. Al ritiro di sir Robert Walpole dalla Camera dei Comuni nel 1742, egli venne elevato alla parìa di Gran Bretagna come barone Walpole di Houghton nella contea di Norfolk, visconte Walpole e conte di Orford. Quando egli morì nel 1745, gli succedette il figlio, Robert Walpole, I barone Walpole. Nel 1724 questi sposò Margaret, che nel 1751 era divenuta coerede dell'antica baronia Clinton alla quale poté accedere dal 1760.
Al secondo conte di Orford succedette il figlio, il terzo conte. Egli prestò servizio come lord luogotenente di Norfolk dal 1757 al 1797. Nel 1781, inoltre, succedette alla madre come XVI barone Clinton. Lord Orford non si sposò mai ed alla sua morte la baronìa di Clinton divenne quiescente, mentre gli altri titoli vennero ereditati da suo zio, il quarto conte, il quale fu un noto scrittore e politico del suo tempo. Anche questo lord Orford non si sposò mai ed alla sua morte nel 1797 la baronìa di Walpole, di Houghton, la vicecontea di Walpole e la contea di Orford si estinsero. Per una speciale disposizione regia, gli succedette nella baronia di Walpole suo cugino Horatio Walpole, II barone Walpole.
Il titolo di barone Walpole di Wolterton, venne creato nella parìa di Gran Bretagna nel 1756 per il politico e diplomatico Horatio Walpole, fratello maggiore del primo ministro Robert Walpole, I conte di Orford. Come indicato in precedenza, a suo figlio, il secondo barone, succedette nel 1797 il cugino come IV barone Walpole. Nel 1806 la contea di Orford venne fatta rivivere proprio quando egli venne creato conte di Orford nella parìa del Regno Unito. Suo figlio, il secondo conte, fu membro del parlamento. Suo nipote, il quarto conte, fu anch'egli membro del parlamento. Alla morte dell'ultimo nipote, il quinto conte, la contea di Orford si estinse. Ad ogni modo, le baronie di Walpole e di Walpole di Wolterton sopravvissero e vennero ereditate da un lontano parente, il nono barone Walpole e settimo barone Walpole di Wolterton. Egli discendeva da Thomas Walpole, secondo figlio del primo barone Walpole di Wolterton.

## Conti di Orford (1742) e baroni Walpole (1723)
- Robert Walpole, I conte di Orford (1676–1745)
- Robert Walpole, II conte di Orford, I barone Walpole (1701–1751)
- George Walpole, III conte di Orford, II barone Walpole (1730–1791)
- Horace Walpole, IV conte di Orford, III barone Walpole (1717–1797)

## Baroni Walpole (1723/1756; ricreato)
- Horatio Walpole, IV barone Walpole, II barone Walpole di Wolterton (1723–1809) (creato Conte di Orford nel 1806)

## Conti di Orford (1806)
- Horatio Walpole, I conte di Orford, IV barone Walpole, II barone Baron Walpole di Wolterton (1723–1809)
- Horatio Walpole, II conte di Orford, V barone Walpole, III barone Walpole di Wolterton (1752–1822)
- Horatio Walpole, III conte di Orford, VI barone Walpole, IV barone Walpole di Wolterton (1783–1858)
- Horatio Walpole, IV conte di Orford, VII barone Walpole, V barone Walpole di Wolterton (1813–1894)
- Robert Horace Walpole, V conte di Orford, VIII barone Walpole, VI barone Walpole di Wolterton (1854–1931)

## Baroni Walpole (1723/1756; ricreato)
- Robert Henry Montgomerie Walpole, IX barone Walpole, VII barone Walpole di Wolterton (1913–1989)
- Robert Horatio Walpole, X barone Walpole, VIII barone Walpole di Wolterton (n. 1938)

## Baroni Walpole di Wolterton (1756)
- Horatio Walpole, I barone Walpole di Wolterton (1678–1757)
- Horatio Walpole, II barone Walpole di Wolterton (1723–1809) (succedette come barone Walpole nel 1797 e venne creato conte di Orford nel 1806)

Vedi la voce conte di Orford dal 1806 per il titolo sino ai giorni nostri